# Madrid Masters 2008
Il Madrid Masters 2008 è un torneo di tennis che si è giocato sul cemento indoor. 
È stata la 7ª edizione del Madrid Masters,che fa parte della categoria ATP Masters Series nell'ambito dell'ATP Tour 2008.
Il torneo si è giocato nella Madrid Arena di Madrid in Spagna 
dal 13 al 19 ottobre 2008.

## Campioni

### Singolare
Andy Murray ha battuto in finale  Gilles Simon con il punteggio di 6–4, 7–6 (8–6)

### Doppio
Mariusz Fyrstenberg /  Marcin Matkowski hanno battuto in finale  Mahesh Bhupathi /  Mark Knowles con il punteggio di 6–4, 6–2